# Are-Taupota jezici
Are-Taupota jezici (privatni kod: aret), jedna od šest užih skupina Sjevernopapuanskih kopnenih-D'Entrecasteaux jezika, koji su rašireni na otoku Nova Gvineja u Papui Novoj Gvineji, provincija Milne Bay. 
Sastoji se od dvije podskupine s ukupno 16 jezika, to su: are [aree] sa (7) jezika i taupota [taup] sa (9) jezika.

## Vanjske poveznice
- Ethnologue (14th)
- Ethnologue (15th)